# Heidi Hazell
Heidi Hazell (* 24. September 1962 in Worpswede als Heidi Schnaars; † 7. September 1989 in Unna) wurde als deutsche Staatsangehörige Mordopfer der IRA.
1986 heiratete sie den in Deutschland stationierten britischen Soldaten Clive Anthony Hazell. Am 7. September 1989 spähten Angehörige der Irisch Republikanischen Armee (IRA) Hazell in Unna aus und erschossen sie. Sie wurde durch zwölf Kugeln aus einem Kalaschnikow-Sturmgewehr getötet. Der Täter, der nach Angaben von Augenzeugen in britischer Militäruniform gekleidet war, entkam mit einem Komplizen in einem dunklen PKW. Premierministerin Margaret Thatcher äußerte sich zu dem Anschlag während eines Besuches in der Forres Academy. Sie titulierte den Anschlag als feige und bösartig und sagte: „Lasst diese Nachricht durchdringen: Terroristen machen keinen Halt davor, Ehefrauen und Kinder anzugreifen; Menschen, die vollkommen unschuldig sind. Dies zeigt die bösartigen Beweggründe.“

## Ermittlungen
Der Generalbundesanwalt ermittelte gegen bekannte irische Mitglieder der Terrorzelle. Im Laufe der Fahndungen wurden Kontrollstellen zur Schleppnetzfahndung eingerichtet, bei denen auch der Kabarettist Dietrich Kittner am 28. November 1989 in Mülheim/Ruhr überprüft wurde. Die Partei Die Grünen stellte daraufhin eine Anfrage an die Bundesregierung. In ihrer Antwort führt die Bundesregierung unter anderem den Mord an Heidi Hazell als Begründung für die Notwendigkeit der Kontrollstellen auf. Der Mord an Heidi Hazell war der zweite Anschlag in kürzestem Abstand, in derselben Woche wurden zwei britische Soldaten in Münster angeschossen. Die Ermittlungen zum Mord an Heidi Hazell wurden im Jahre 1993 eingestellt.

## Bekennerschreiben
In dem in Dublin veröffentlichten Bekennerschreiben äußerte sich die IRA wie folgt: „Eine IRA ASU (Active Service Unit) hat die Erschießung der letzten Nacht in Westdeutschland durchgeführt. Es wurde angenommen, dass die getötete Frau ein Mitglied der in Dortmund stationierten British Crown Forces war. Nun stellt sich heraus, dass sie die deutsche Ehefrau eines britischen Army Staff Sergeants war. Da wir unsere Kampagne weiterführen werden, bis die britische Army sich aus Irland zurückzieht, bestärkt der Angriff von letzter Nacht unsere Warnung vom 2. August 1988, dass Zivilisten sich von britischem Militärpersonal fernzuhalten haben. Diese Warnung gilt für die Privatfahrzeuge der britischen Soldaten und jegliche Art von Militärtransport.“
Sinn-Féin-Präsident Gerry Adams äußerte sich zu den Mordanschlägen auf Zivilisten in Deutschland, wie diejenigen auf Heidi Hazell, James und Ellen Sefton oder Nivruti Islania, der sechs Monate alten Tochter eines britischen Soldaten: „Es gibt keinen Zweifel daran, wie Sinn Féin zu den Anschlägen steht. Ich möchte niemanden getötet sehen, schon gar nicht einen 19-jährigen Teenagesoldaten, einen australischen oder einen irischen Mitbürger, aber es gibt da einen Konflikt. Da wird ein Krieg ausgetragen, Menschen treten Armeen bei, um zu kämpfen.“

## Wiederaufnahme der Ermittlungen
Im März 2015 nahm der Generalbundesanwalt die Ermittlungen im Mordfall der Heidi Hazell wieder auf mit der Begründung, dass sich aus neuen Angaben von Hinterbliebenen der Getöteten neue Ermittlungsansätze ergeben. Die Nichte des Opfers hatte eigenen Angaben zufolge neue Erkenntnisse und neue Zeugen ausfindig machen können.